# Posch (Familienname)
Posch ist ein deutscher Familienname.

## Namensträger

### A
- Adolf Posch (1904–1994), österreichischer Politiker (NSDAP)
- Albert Posch (* 1978), österreichischer Rechtswissenschaftler und Leiter des Verfassungsdienst
- Alexander Posch (Künstler) (1890–1950), deutscher Künstler
- Alexander Posch (* 1968), deutscher Autor und Literaturveranstalter
- Alois Posch (Politiker) (1843–1904), österreichischer Politiker, Abgeordneter zum Abgeordnetenhaus
- Alois Posch (Politiker, 1868) (1868–1925), österreichischer Politiker (CSP), Salzburger Landtagsabgeordneter
- Alois Posch (* 1959), österreichischer Kontrabassist
- Andreas Posch (1888–1971), steirischer Historiker, Theologe und katholischer Priester
- Anna Posch (* 1992), österreichische Schauspielerin
- Anton Posch (1677–1742), Wiener Hofgeigen- und Lautenmacher
- Anton Ignaz Posch (1790–1842), Musiker, Komponist
- Anton Stephan Posch (1701–1749), Wiener Hofgeigen- und Lautenmacher, Sohn des Anton Posch

### B
- Benedikt Posch (1922–2001), österreichischer Journalist und Verleger

### C
- Christian Posch (1925–2022), österreichischer Politiker (ÖVP), Salzburger Landtagsabgeordneter
- Christopher Posch (* 1976), deutscher Jurist und Fernsehdarsteller

### D
- Dieter Posch (* 1944), deutscher Politiker (FDP)
- Dieter Posch (Politiker, 1960), österreichischer Politiker (SPÖ)

### E
- Ernst Posch (* 1955), österreichischer Maler
- Eva-Maria Posch (* 1961), österreichische Politikerin (ÖVP)

### F
- Fabian Posch (* 1988), österreichischer Handballspieler
- Frank Posch (* 1973), deutscher Fußballspieler
- Franz Posch (* 1953), österreichischer Volksmusiker
- Friedrich Posch (1840–1916), Bürgermeister von Klagenfurt
- Fritz Posch (1911–1995), österreichischer Historiker

### G
- Guillaume de Posch (* 1958), belgischer TV-Manager

### H
- Harald Posch (Schauspieler) (* 1963), österreichischer Schauspieler, Regisseur und Theaterleiter
- Harald Posch  (Raumfahrtingenieur) (1955–2015), österreichischer Raumfahrtingenieur

### I
- Inge Posch-Gruska (* 1962), österreichische Politikerin (SPÖ), Burgenländische Landtagsabgeordnete
- Isaak Posch (auch Isaac Posch; ?–1623), österreichischer Komponist und Organist
- Isabel Posch (* 2000), österreichische Siebenkämpferin

### J
- Jenny Posch (* 1988), österreichische Fernseh- und Radiomoderatorin
- Johann Adam von Posch (1722–1803), ab 1782 vorderösterreichischer Regierungspräsident in Freiburg
- Josef Posch (Politiker, 1860) (1860–1945), österreichischer Politiker
- Josef Posch (Politiker, 1888) (1888–1962), österreichischer Politiker (CS)
- Josef Posch (Politiker, 1930) (1930–1997), österreichischer Politiker (ÖVP)
- Josef Posch (Politiker, 1934) (* 1934), österreichischer Politiker (SPÖ)

### K
- Karin Posch (* 1961), österreichische Judoka
- Karl Posch (1897–1970), österreichischer Verwaltungsjurist, Landesrat
- Krista Posch (* 1948), italienisch-deutsche Schauspielerin, Sängerin, Moderatorin und Synchronsprecherin
- Kristin Posch (* 1997), österreichische Grasskiläuferin

### L
- Lars Posch (* 1999), Schweizer Tischtennisspieler
- Leonhard Posch (1750–1831), deutscher Bildhauer

### M
- Manfred Posch (1943–2016), österreichischer Journalist, Autor, Alpinist und Astronom
- Mario Posch (* 1967), österreichischer Fußballspieler
- Marion Posch (* 1972), italienische Snowboarderin
- Martina Posch (um 1969–1986), österreichische Frau, Mordopfer, siehe Mordfall Martina Posch
- Mathias Posch (* 1999), österreichischer Sportkletterer

### P
- Paul Posch (1926–2000), österreichischer Politiker
- Peter Posch (* 1938), österreichischer Pädagoge
- Peter N. Posch (* 1978), deutscher Wirtschaftswissenschaftler
- Pepi Posch (1914–1991), Südtiroler Politiker
- Philipp Posch (* 1994), österreichischer Fußballspieler

### R
- Reinhard Posch (* 1951), österreichischer Informatiker
- Rudolf Posch (Journalist) (1887–1948), Südtiroler Priester und Journalist
- Rudolf Posch (Politiker) (1894–1934), österreichischer Industrieangestellter und Politiker (Sozialdemokratische Arbeiterpartei)

### S
- Sascha Posch (Schauspieler) (* 1976), deutscher Schauspieler
- Sascha Posch (Grasskiläufer) (* 1992), österreichischer Grasskiläufer
- Sebastian Posch (1936–2023), österreichischer Altphilologe
- Stefan Posch (Politiker) (* 1977), österreichischer Politiker (FRITZ)
- Stefan Posch (Fußballspieler) (* 1997), österreichischer Fußballspieler

### T
- Thomas Posch (1974–2019), österreichischer Astronom

### U
- Ursula Goldmann-Posch (1949–2016), italienische Autorin und Medizinjournalistin

### W
- Walter Posch (* 1954), österreichischer Politiker (SPÖ)
- Walter Posch (Iranist) (* 1966), österreichischer Iranist und Islamwissenschaftler
- Werner Posch (* 1959), österreichischer Politiker (SPÖ)
- Wilfried Posch (* 1940), österreichischer Architekt
- Willibald Posch (1946–2025), österreichischer Rechtswissenschaftler